# Maya-Schrift

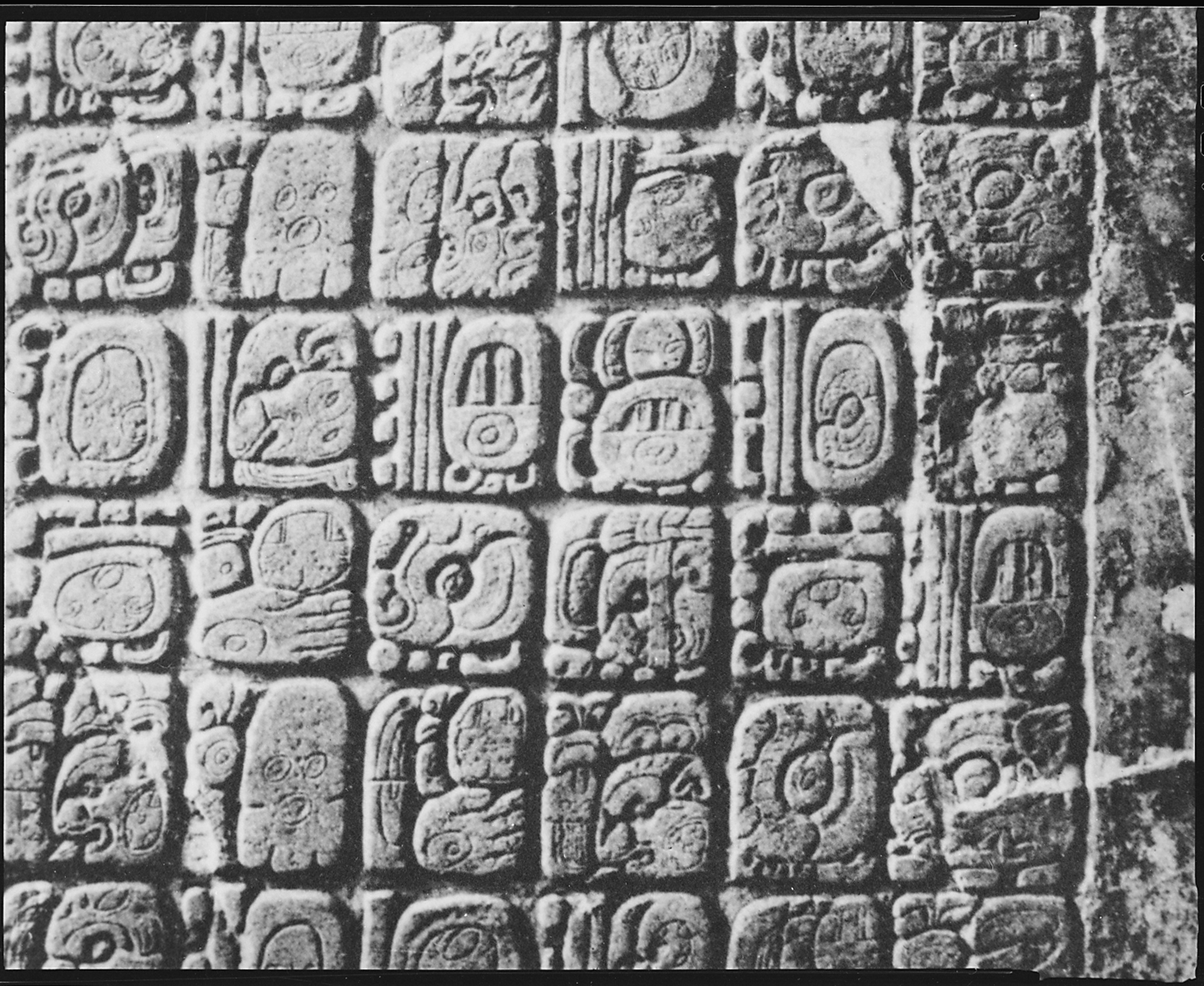
Hieroglyphen im Kreuztempel von Palenque, 7. Jahrhundert

Die Schrift der Maya ist eine Schrift, die von der Maya-Zivilisation Mittelamerikas über fast 2000 Jahre gebraucht wurde. Es handelt sich um eine sogenannte logosyllabische Schrift, deren Schriftzeichen sowohl als Logogramme, als Silbenzeichen oder kombiniert genutzt wurden.
Texte der Maya finden sich vor allem auf alten Gebäuden und Monumenten (zum Beispiel in Tikal), in Form von Wandmalereien (z. B. in Bonampak) oder Epigraphiken, aber auch auf Keramik (z. B. der des Codex-Stil) und Schmuck. Daneben haben vier umfangreichere Handschriften die vorsätzliche Zerstörung von Maya-Schriften im Zuge der spanischen Eroberung überstanden.
Das Wissen um die Maya-Schrift war seit der spanischen Eroberung in Vergessenheit geraten. Ihre nahezu vollständige Entzifferung ist erst in der zweiten Hälfte des 20. Jahrhunderts erfolgt. Die Schrift gilt inzwischen als lesbar bzw. deutbar.

## Überblick

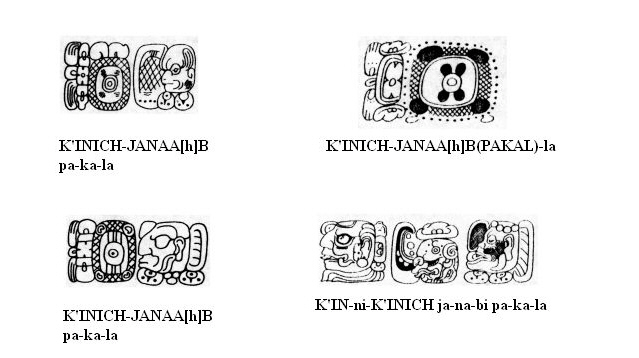
Schreibvarianten des Namens von K’inich Janaab Pakal I., Herrscher Palenques im 7. Jahrhundert

Die Maya-Schrift ist eine sogenannte logosyllabische Schrift, was bedeutet, dass sich die Schriftzeichen aus Logogrammen und Silbenzeichen zusammensetzen können. Die Zeichen können allerdings auch getrennt voneinander stehen.
Meistens entsprechen die Logogramme tatsächlich existierenden Gegenständen oder Lebewesen, bei einigen ist jedoch kein Erkennen des eigentlichen Sinnes mehr möglich. Dagegen haben die Syllabogramme eine andere Bedeutung, und zwar die der Silbendarstellung. Die meisten Syllabogramme sind im Muster Konsonant-Vokal vorhanden (zum Beispiel „BA“), wenige stellen nur Vokale dar. Von allen Logogrammen und Syllabogrammen gab es mehrere Varianten, sodass sich der Schreiber die seinem ästhetischen Verständnis am besten angepasste aussuchen konnte. Die ausgewählten Zeichen wurden in quadratischer Form so zusammengefügt, dass sie Worte bilden.
Die Fähigkeit zu lesen und zu schreiben war nur wenigen Menschen im Umkreis königlicher Höfe vorbehalten, Schreibern, Malern, Bildhauern und Hofbeamten. 2021 waren über 12.000 schrifttragende Objekte bekannt. Das Zeicheninventar bestand aus rund 1.000 Zeichen, von denen heute zwar fast alle sprechbar, aber nur rund 70 % verstanden sind. Problematisch ist, dass, auch wenn die Phonetik eines Zeichens entziffert ist, seine Bedeutung nur entschlüsselt werden kann, wenn sie sich durch linguistische Vergleiche anhand moderner Maya-Sprachen oder anderen Vorkommen ableiten lässt.

## Geschichte
Bis Ende des 20. Jahrhunderts wurde angenommen, dass die Maya-Schrift von den Olmeken oder von der Isthmus-Schrift abstamme. Inzwischen konnte die frühe Maya-Schrift auf die Zeit von 300 bis 200 v. u. Z. vordatiert werden, Hinweise lassen eine noch frühere Entstehung möglich erscheinen.
Beeinträchtigt ist die Kenntnis um die Ursprünge der Maya-Schrift dadurch, dass organische Schriftträger wie Papier oder Holz ebenso wie aus aufgetragener Farbe aus klimatischen Gründen kaum erhalten sind. Erst die aufwändigere Herstellung von Inschriften in Ton oder Stein ermöglichte Dauerhaftigkeit.
Die früheste bekannte sicher datierbare Inschrift in Stein dokumentiert die Inthronisation eines Herrschers in Tikal am 6. Juli 292. Die Entstehung und Zunahme solcher Inschriften in der Klassik war eng mit der Etablierung und dem Aufstieg des Königtums und einer wohlhabenden Elite verbunden, so dass der Zerfall desselben auch das Ende steinerner Inschriften bedeutete. Die letzten solchen Inschriften langer Zählung im südlichen Tiefland stammen aus den Jahren 909 (Toniná, Monument 101) bzw. 910 (Itzimté, Stela 6) und markieren das Ende der klassischen Maya-Zivilisation. Postklassisch finden sich Inschriften fast ausschließlich nach kurzer Zählung und nur noch im nördlichen Tiefland. Auch dort endete die inschriftliche Tradition jedoch um 950. Hier stammen die letzten steinerner Inschriften langer Zählung aus den Jahren 948 in (Xtampak, Gewölbedeckstein 2) und 998 (Chichén Itzá, Osario-Pfeiler). 
Die Maya-Schrift blieb in geringerem Umfang weiter in Gebrauch bis zur Eroberung durch die Spanier im 16. Jahrhundert. Aus dieser Zeit (Postklassik) stammen auch die bekannten Maya-Codices. Nur vier mit Sicherheit authentische dieser Handschriften haben die Vernichtung fast aller brennbaren Schriftträger durch Diego de Landa während der Conquista im 16. Jahrhundert überstanden. Diese sind:
- Der Pariser Codex (22 Seiten, 1300–1500, Nationalbibliothek in Paris)
- Der Dresdner Codex (74 Seiten, 1200–1250, Sächsische Landesbibliothek in Dresden)
- Der Madrider Codex (112 Seiten, >1503, Museo de América in Madrid)
- Der Mexiko Maya Codex (11 Seiten, 1021–1230, Nationalmuseum für Anthropologie in Mexiko-Stadt)

Die letzte Zeugnisse des Maya-Kalenders finden sich in der Kolonialzeit. Im Jahr 1655 werden in den „Annalen von Oxkutzcab“, einer Abschrift in yukatekischer Sprache zweiter Generation eines ursprünglichen Hieroglyphentextes, Ereignisse der 1540er Jahre in kurzer Zählung genannt.

## Entzifferung

### Grundlagen

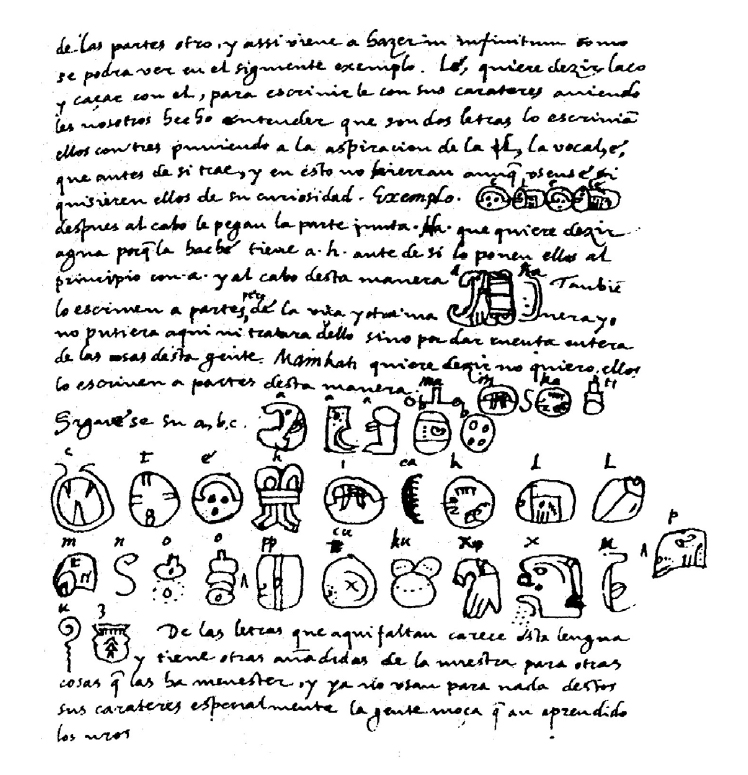
Diego de Landas sogenanntes Landa-Alphabet

Im 16. Jahrhundert beschäftigte sich Diego de Landa, Bischof von Yukatan, mit den Schriftzeichen der Maya. Von einem adligen Maya, vermutlich Gaspar Antonio Chi, ließ er sich das spanische Alphabet in Maya-Schrift aufschreiben. Dieses sogenannte Landa-Alphabet diente trotz Fehldeutungen als Grundlage für die spätere Forschung. Diego de Landa und dessen Mitwirkende verfolgten das Ziel einer konsequenten Durchsetzung des christlichen Glaubens. So ließ de Landa am 12. Juli 1562 im religiösen Eifer vor dem Franziskanerkloster San Miguel Arcángel in Maní alles in Maya Geschriebene sowie die religiösen Figuren und Symbole der Mayas verbrennen, was er mit der Schrift Relación de las cosas de Yucatán rechtfertigte, sodass heute nur noch Teile von vier Maya-Codices erhalten geblieben sind. Das Wissen um die Maya-Schrift ging als Folge der christlichen Conquista verloren, obwohl viele Maya-Sprachen bis heute weiterleben.
Eine Erforschung der Maya-Schrift gab es bis zum 19. Jahrhundert nicht. Die Komplexität der Schrift, aber auch Fehler beim Kopieren der Glyphen erschwerten eine wissenschaftliche Betrachtung.
Um 1830 gelang es Constantine S. Rafinesque-Schmaltz, das Zahlensystem der Maya-Schrift zu verstehen. Er zeigte, dass es auf Punkten und Strichen basiert (ein Punkt steht für eine Eins, ein Strich für eine Fünf); außerdem deutete er einige Zeichen für verschiedene Götter, Tiere und Pflanzen.
1881 machte Alfred Maudslay für das Britische Museum umfangreiche Abdrücke und Fotografien der Glyphen und konnte europäischen Forschern so erstmals Kopien zugänglich machen.
Der Ethnologe Cyrus Thomas vermutete in der Maya-Schrift Konsonant-Vokal-Folgen (z. B. „cu“ oder „ti“) und unternahm Vergleiche mit den heute noch gesprochenen Maya-Sprachen.

### Entzifferung des Kalenders
Die Grundlage für die Entzifferung der Maya-Schrift legte dann 1880 der deutsche Sprachwissenschaftler Ernst Förstemann (1822–1906), der den Dresdner Mayacodex analysierte und das Kalendersystem der Maya mitsamt seinen Jahreszyklen erklären konnte. Er zeigte, dass die Maya auch die Null kannten und auf Basis eines 20er-Systems sehr große Zahlen ausdrücken konnten. Die nutzten sie, um äußerst exakte Tabellen mit Sonnenfinsternissen und Venusphasen zu erstellen, aus denen günstige und ungünstige Zeiten für Jagd, Aussaat oder Kriegführung hervorgingen.
Förstemann erkannte mit der sogenannten Kalenderrunde das Zeitsystem der Maya, die aus drei ineinander verzahnten Kreisen (außen 365 „Sonnentage“, in der Mitte 20 Namen und im inneren Kreis 13 Zahlen) besteht und sich nach 52 Jahren in ihrer Konstellation wiederholt. Ihm fiel auf, dass ein bestimmtes Datum, das in die Vergangenheit datiert ist, immer wieder auftauchte, und deutete es als Beginn der Maya-Zeitrechnung.
1905 verglich der US-amerikanische Verleger Joseph Goodman das Kalendersystem der Maya mit dem heutigen Kalender und datierte den Beginn der Maya-Zeitrechnung auf den 21. Februar 739 v. Chr. Das brachte den Durchbruch bei der Datierung zahlreicher Inschriften.

### Entzifferung der Silben- und Bildzeichen
Dem sowjetischen Wissenschaftler Juri W. Knorosow gelang im Jahr 1952 ein entscheidender Schritt mit der Einbeziehung der bis dahin missverstandenen Angaben im sogenannten Landa-Alphabet, das er richtig als Silbenzeichen für die spanischen Buchstabennamen interpretierte. Er erkannte als Erster die Mischung von Silben- und Bildzeichen in der Maya-Schrift, was er bei dem Wort „chi-k'in“ (Westen) nachweisen konnte. Hier konnte er auch zeigen, dass ein Begriff, hier die Silbe „chi“, durch unterschiedliche Zeichen darstellbar war.
Seine Hypothesen, die auch von dem Kanadier David H. Kelley (1924–2011) geteilt worden waren, und seine Anfangsentschlüsselung von Maya-Texten wurde vom seinerzeit führenden Maya-Forscher im Westen, dem Briten J. E. S. Thompson, als kommunistische Propaganda abgetan und fanden bis zu Thompsons Tod (1975) im Westen kaum Beachtung.
Unabhängig davon hatten Heinrich Berlin und Tatiana Proskouriakoff 1962 nachgewiesen, dass die monumentalen Steininschriften historische und dynastisch-genealogische Details zum Gegenstand hatten. Sie zeigte die Geburt, Inthronisierung und Heirat ganzer Dynastien.
Ab ungefähr 1980 machte die Entzifferung der Maya-Schrift schnelle und völlig unerwartete Fortschritte, die sich in einer von schneller Kommunikation getragenen internationalen Kooperation einer kleinen Gruppe von Fachwissenschaftlern vollzog. Wichtiger Impulsgeber war der amerikanische Sprachwissenschaftler Floyd Glenn Lounsbury, der eine Generation junger Forscher stimulierte, darunter Linda Schele und David Stuart, der 1983 mit 18 Jahren jüngster Empfänger des „genius grant“ der MacArthur Fellowship wurde. Ihnen gelang mit der Entzifferung vieler bis dahin unbekannter Silben der Durchbruch. Eine wesentliche Erkenntnis war dabei, dass viele verschiedene Zeichen für eine Silbe stehen konnten.

Varianten eines Bildzeichens am Beispiel Caban (Tag: 17, Himmelsrichtung: Osten, Farbe: Rot, Bedeutung: Bewegung, Erde)
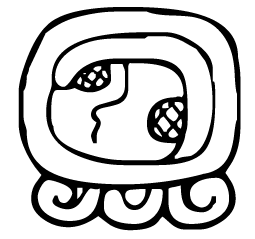
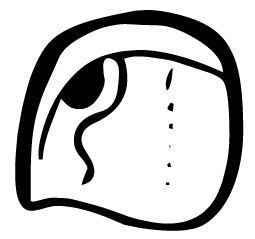

## Sonstiges

### Filmdokumentation
Über die Entzifferung der Maya-Schrift wurde im Jahre 2008 von David Lebrun ein Dokumentarfilm gedreht, der auf dem Buch Breaking the Maya Code von Michael D. Coe basiert und die einzelnen Phasen der Entschlüsselung ausführlich darstellt. Zudem werden die verwendeten Methoden anschaulich skizziert.

## Filme
- Breaking the Maya Code. USA 2008 (deutsch: Der Maya-Code. 2008).
- Deciphering the Maya Script: What We Know and What We don't Know. Vortrag von Michael D. Coe an der University of California, Berkeley, 10. Oktober 2000.